# Wattie Buchan
Walter David Buchan, detto Wattie (Edimburgo, 24 luglio 1957), è un cantante britannico, leader storico del gruppo hardcore punk/crossover thrash The Exploited.

## Biografia
Dopo un breve periodo nell'esercito britannico, Buchan tornò in Scozia ispirato dal movimento punk. Durante la sua assenza suo fratello Willie aveva formato una band punk rock, quella che sarebbe poi diventa gli Exploited. Wattie diventò subito il cantante della nuova band tra il 1979 e il 1980. Buchan e gli Exploited, nonostante il passare degli anni e i frequentissimi cambi di formazione, hanno registrato l'ultimo album Fuck the System nel 2003 e continuano a suonare in giro per il mondo. Nonostante l'inizio Oi! e street punk, il gruppo si è evoluto dopo Death Before Dishonour, spostandosi verso sonorità punk metal.
Il documentario del 2007 King of Punk che contiene interviste ai pionieri del punk, ne include una anche di Wattie Buchan.

## Stile
Wattie Buchan è considerato colui che ha lanciato quella che viene considerata l'ormai tradizionale figura del punk con la cresta colorata (celebre la sua cresta rossa nei primi anni ottanta). Nel 1995 cambia look e i capelli centrali diventano tante lunghe treccine rosse. Dopo oltre 10 anni torna all'originale capigliatura.